# Komin w Środku Doliny
Komin w Środku Doliny – jaskinia w  orograficznie lewych zboczach Doliny Kobylańskiej. Administracyjnie znajduje się w obrębie wsi Karniowice, w gminie Zabierzów w powiecie krakowskim, w województwie małopolskim. Pod względem geograficznym jest to obszar Wyżyny Olkuskiej wchodzący w skład Wyżyny Krakowsko-Częstochowskiej.

## Opis obiektu
Jest to rozmyta szczelina w drugiej na północ skale za Tarasowatą Turnią, tuż obok ścieżki szlaku turystycznego wiodącego dnem Doliny Kobylańskiej. Otwór znajduje się na wysokości około 3 m nad ziemią. Przez niski dolny otwór można wejść do górnej szczeliny zakończonej górnym otworem.
Obiekt powstał w wapieniach górnej jury. Na ścianach nacieki w postaci grzybków naciekowych. Spąg pokryty próchnicą i glebą. Jaskinia jest widna i wilgotna. Na jej ścianach rosną glony, mchy i paprocie, ze zwierząt obserwowano pająki i ślimaki.
Obiekt po raz pierwszy opisany przez J. Nowaka w maju 2003 roku. On też sporządził jego aktualną dokumentację i plan.

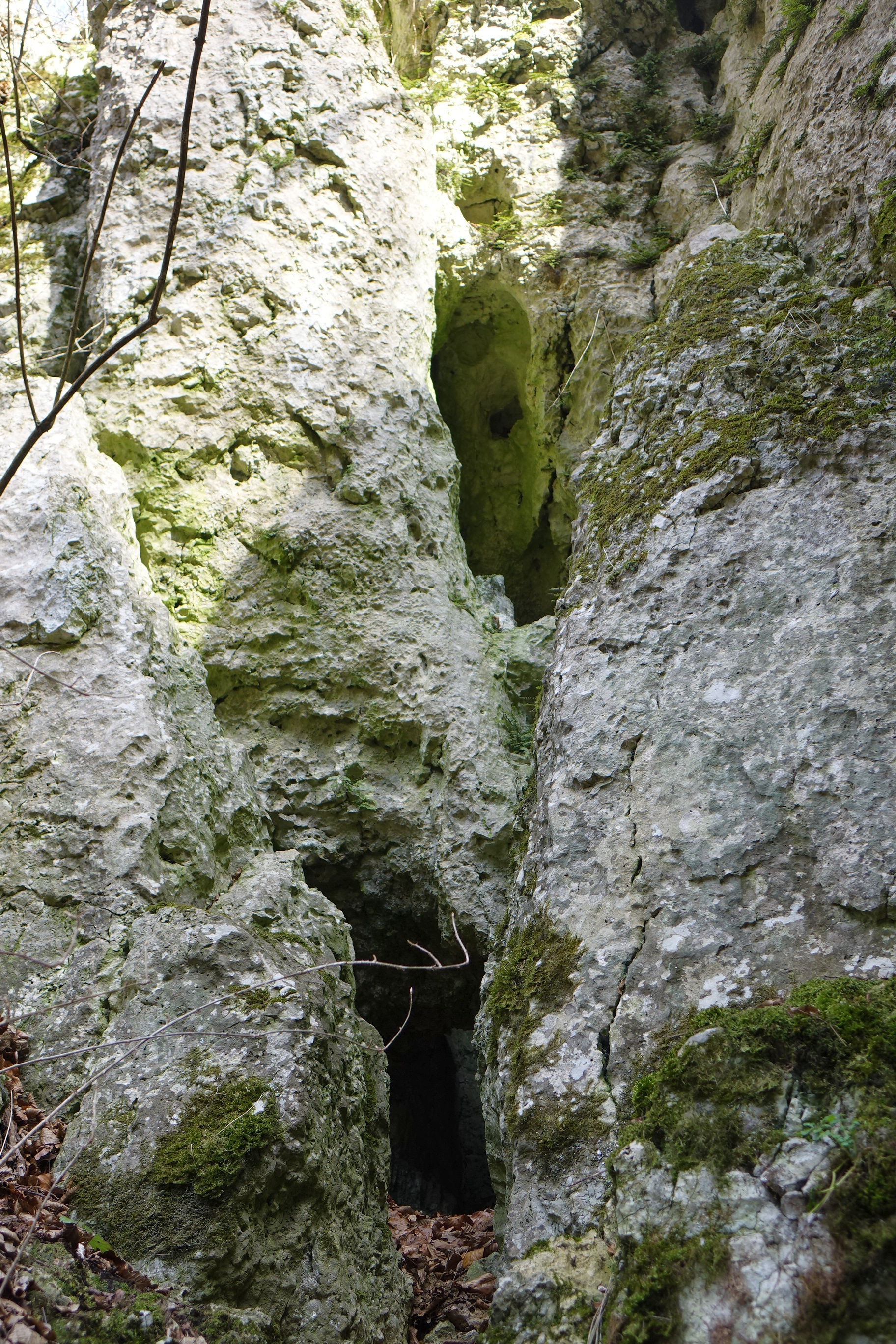
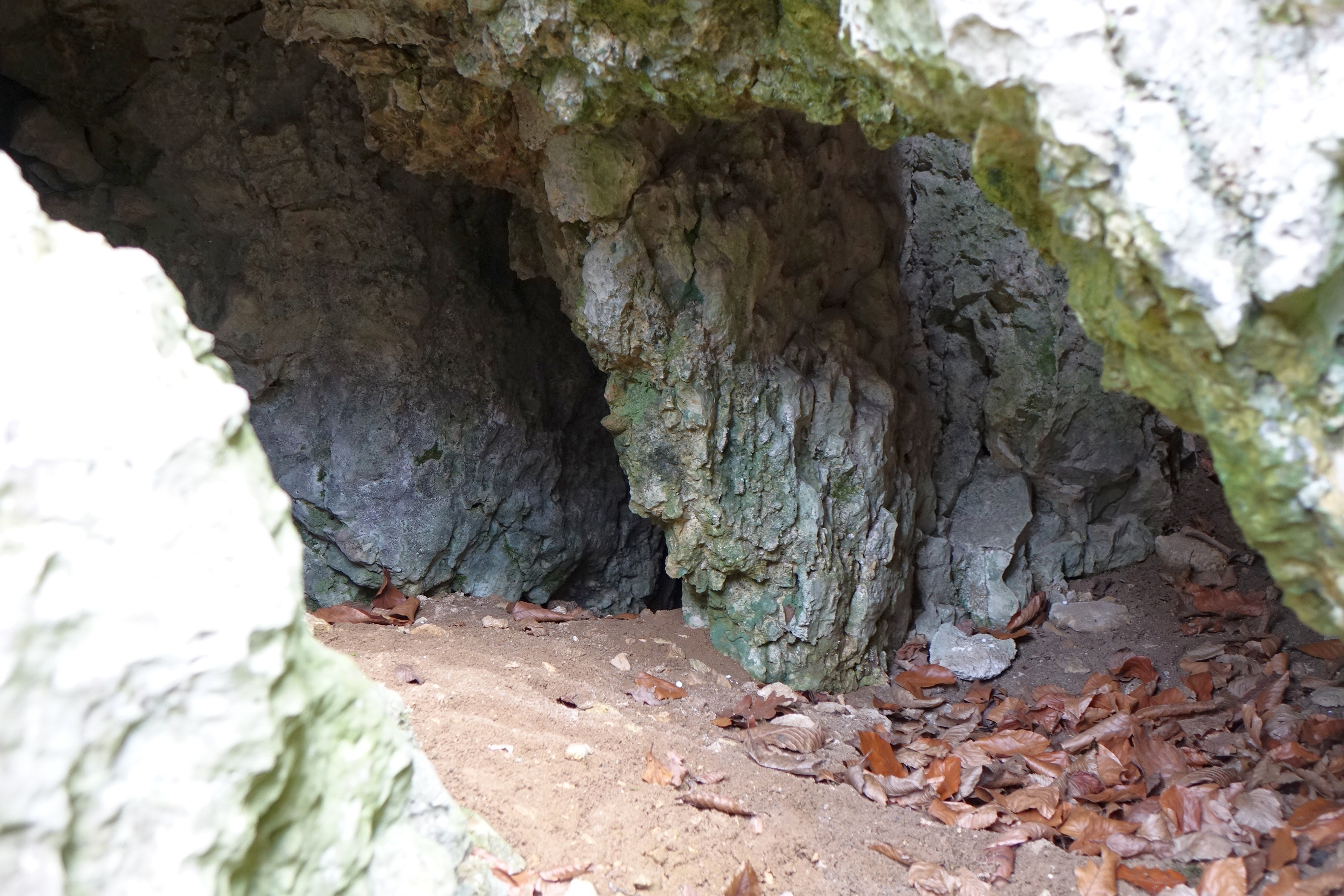
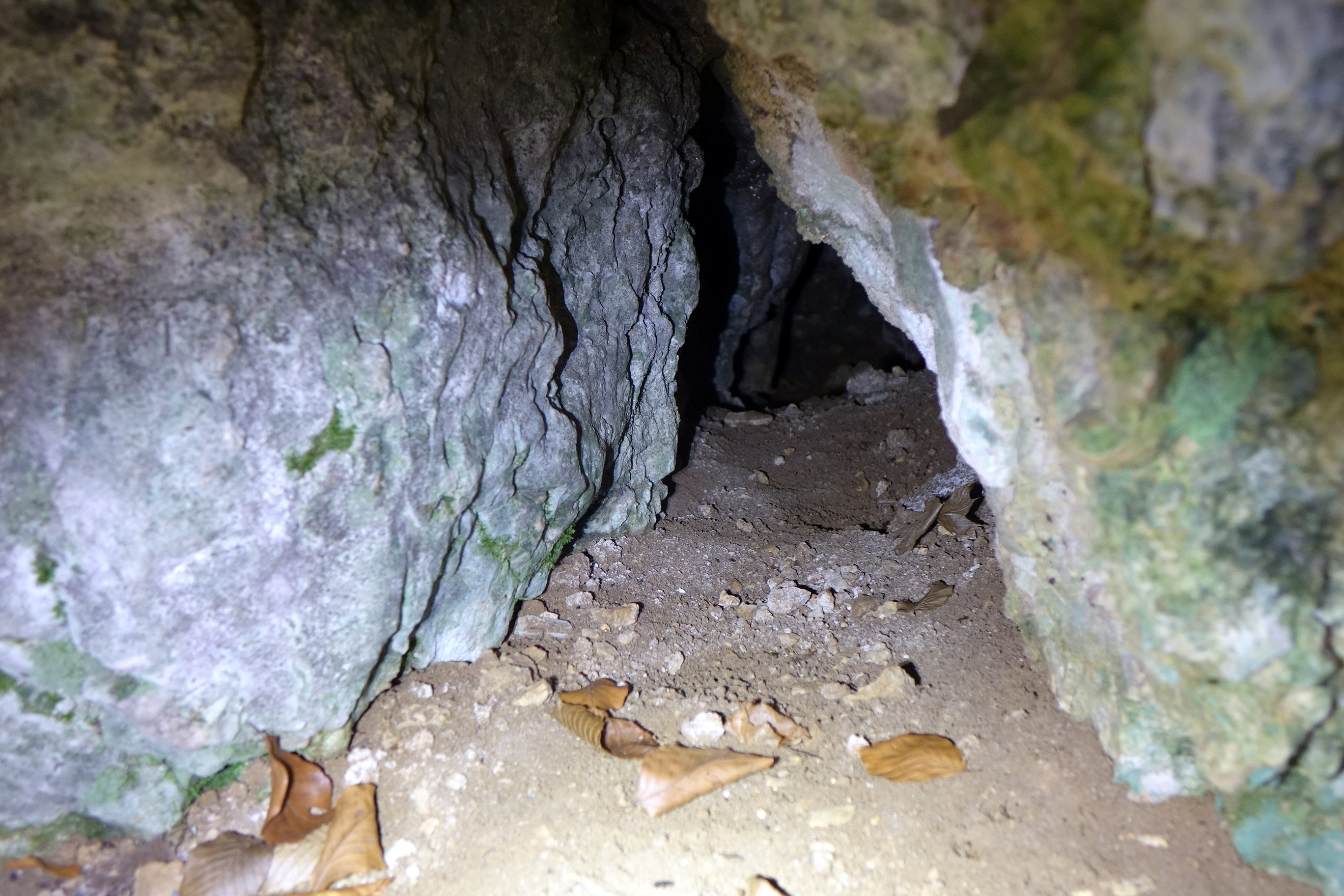
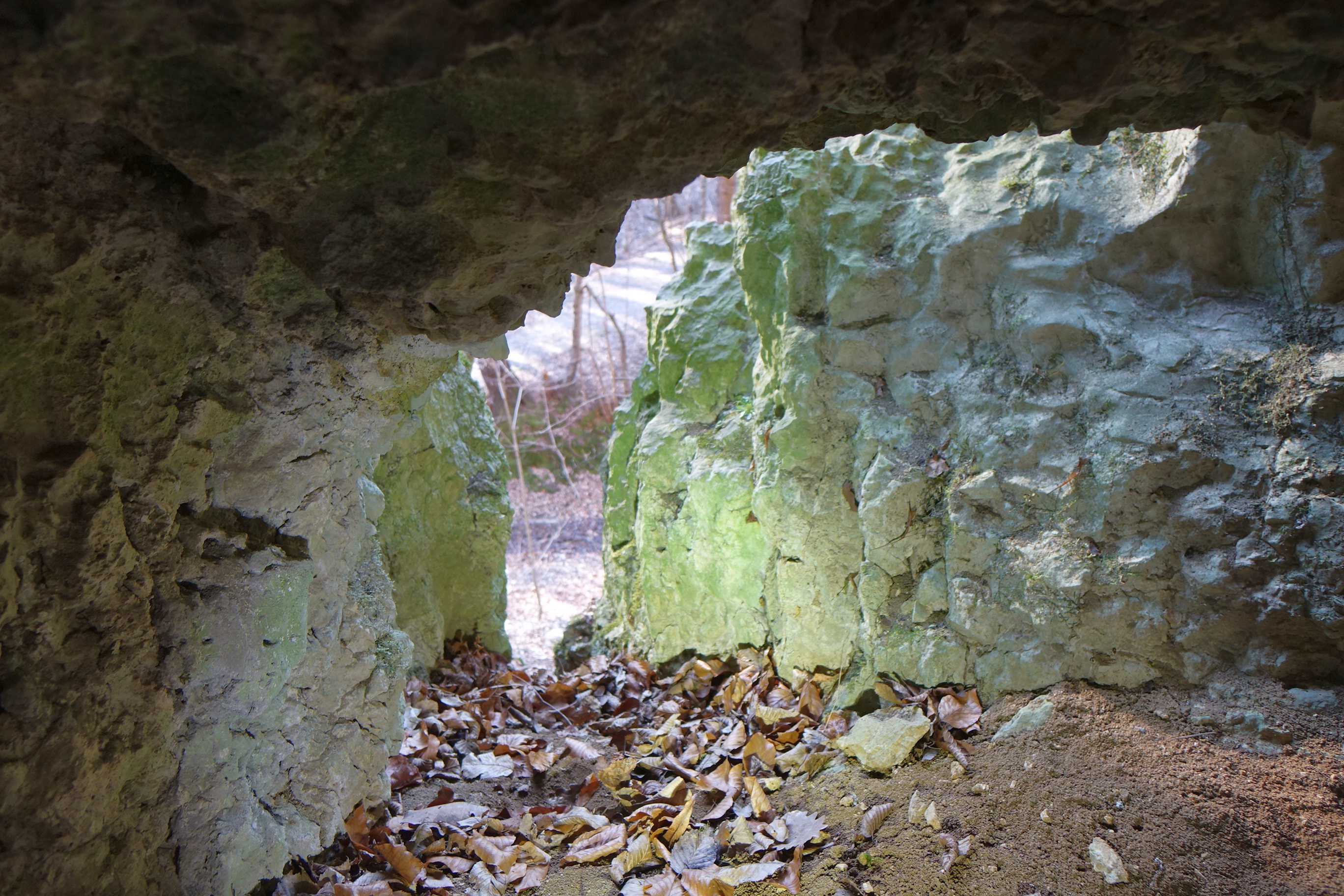
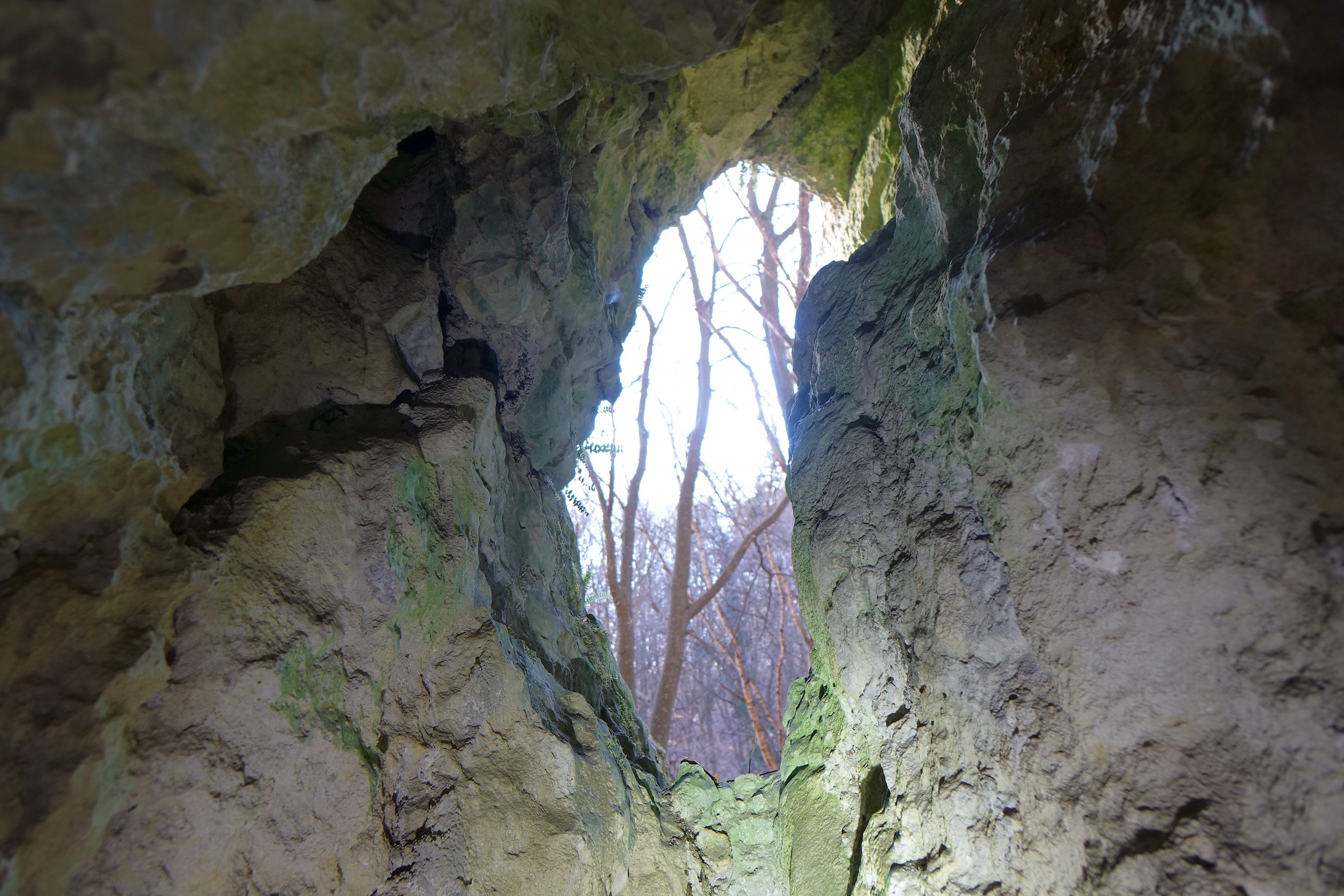

Po lewej stronie Komina w Środku Doliny, w odległości 5 m od niego i na wysokości 6 m nad ziemią, znajduje się Korytarzyk obok Komina w Środku Doliny. W Tarasowatej Turni i w jej pobliżu są jeszcze inne jaskinie: Rura w środku Doliny, Schron za Tarasową Turnią, Szczelina w Środku Doliny.